# Љиљана Богоева Седлар
Љиљана Богоева Седлар (Скопље, 5. март 1948 – Београд, 24. јануар 2020) била је професор англистике, редован професор на Факултету Драмских уметности у Београду, на Филозофском факултету у Нишу и у Крагујевцу.

## Биографија

### Школовање
Родила се у Скопљу, а од 1950. године живи у Београду где започиње своје школовање. Гимназију потом завршава у Вашингтону (САД), а студије Енглеског језика и књижевности на Филолошком факултету у Београду, где је и дипломирала 1969. године. Магистарски рад брани на истом факултету 1972. године. 

### Усавршавање
Током рада на докторској дисертацији, два пута је боравила на Универзитету Јејл, 1972/1973. као Фулбрајтов стипендиста и 1976/1977. као стипендиста Америчког савета учених друштава.
Докторирала је 1981. године на Филозофском факултету у Нишу, под менторством професорке др Виде Е. Марковић са радом: Towards Alienation: Metaphysical Conception of Man in the Works of Emerson, Melville and Stevens.

### Професорски позив
На истом факултету одмах након одбране доктората изабрана је у звање доцента, док је у звање ванредног професора бирана 1987. године. 
Професорка Љиљана Богоева Седлар предавала је на предметима Енглески романтизам, Викторијанска књижевност, Америчка књижевност 19. и 20. века,  Савремена англо-америчка књижевност и Шекспир. 
Заслужна је што су у програм студија Англистике уведени нови културолошки предмети – аустралијске и канадске студије – па је по томе нишки департман био први у тадашњој Југославији. 
Године 1990, из жеље за усавршавањем у областима које су је посебно занимале (Шекспир, драма, позориште и филм), професорка Љиљана Богоева Седлар прелази у стални радни однос на Факултету драмских уметности у Београду, где ради на Катедри за теорију и историју. Ту је оформила курсеве енглеског за студенте позоришта, филма и других медија. На постдипломским студијама је овде предавала савремену англо-америчку драму и савремене верзије Шекспирових комада, а од 2002. године и специјалистички курс о музичком позоришту.
На Факултету драмских уметности ванредни професор је од 1992. године, а редовни од 1997. године. У том периоду на Филозофском факултету у Нишу наставља да ради са мањим фондом часова. 
Предавала је на основним, мастер и докторским студијама у Београду, Нишу и Крагујевцу, а дуго је предавала и у Центру за женске студије у Београду где је успешно водила курс Шекспир и филм. 
Током осамдесетих и деведесетих година 20. века, помагала је у раду Катедри за англистику на Косову, у Црној Гори и у Босни (на Палама).
Аутор је неколико обимних студија, као и великог броја научних радова. Области њених истраживања су обухватала англо-америчку књижевност, савремену светску књижевност, Шекспира и савремене позоришне и филмске верзије његових комада, теорију савремене драме и ангажовану уметност на прелазу у 21. век. 
Била је ментор многих докторских и магистарских радова, од којих је значајан број касније публикован у угледним издавачким кућама (Нолит, Народна књига, Задужбина Андрејевић).
Радне контакте, поред Јејлског универзитета, остварила је и са Универзитетима у Оксфорду, Кембриџу, Ворику, Единбургу, Хелсинкију, Солуну, Стразбуру, Брадфорду, Лестеру, Салзбургу и Копенхагену.

### Радио емисије
Професорка Љиљана Богоева Седлар била је веома значајан сарадник емисије „Атлантис” - Радио Београда 2. У оквиру ове сарадње реализовани циклуси емисије „Шекспир у опери", и "Шекспир за 21. век”, „Јеретици”, као и многобројне емисије у којима је представљен рад и деловање великог броја уметника који су у суочавању са „огромном, бруталном и злоћудном империјалном машинеријом разоткривали њено право лице и пружали јој отпор”.

### Сећања и трагови
Професорку Љиљану Богоеву Седлар студенти, колеге и у шира друштвена јавност памте као омиљеног предавача, посвећеног изучаваоца књижевности и изузетног ерудиту. Њен приступ науци о књижевности, као и уметности уопште, био је проткан вером у друштвени значај ових области и њихову ангажовану димензију у савременом свету.